# Бутхелези, Гидеон
Гидеон Бонгани Бутхелези (род. 16 июля 1986 г., Бойпатонг, провинция Гаутенг, ЮАР) — южноафриканский боксёр. Чемпион мира по боксу в трёх весовых категориях: по версии IBO в минимальном весе (до 47.6 кг или 105 фунтов) завоевал титул в 2010 году (защит не проводил); в первом наилегчайшем весе (до 49 кг или 108 фунтов) по версии IBO завоевал титул в 2011 году (защит не проводил); во втором наилегчайшем весе (до 52.2 кг или 115 фунтов) по версии IBO завоевал титул в 2012 году (первую защиту проиграл). В 2015 году стал двукратным чемпионом мира во втором наилегчайшем весе по версии IBO и удерживает этот титул и в настоящее время. По версии BoxRec на 1 августа 2020 года занимает 14 место (16.32 баллов) среди боксёров второго наилегчайшего веса (до 52.2 кг или 115 фунтов) и 371 место среди боксеров вне весовой категории.

## Биография

### 2006 год
Гидеон начал свою профессиональную карьеру в городе Карлтонвилл (провинция Гаутенг, ЮАР) 21 июля против такого же дебютанта, как и он, Нестора Болума из Нигерии, бой проходил в лимите легчайшего веса (до 53.5 кг или 118 фунтов), Гидеон проиграл единогласным решением судей. Первый бой и первое поражение в карьере. 12 августа в городе Дурбан (провинция Квазулу-Натал, ЮАР) выиграл нокаутом в 3 раунде Алекса Малефуани (2-2-1), бой прошел в лимите минимального веса. 28 октября в Йоханнесбург (провинция Гаутенг, ЮАР) единогласным решением судей выиграл Вуюиселе Тшембесе (2-1-0), бой прошел в лимите первого наилегчайшего веса. 25 ноября в Рюстенбург (Северо-Западная провинция, ЮАР) выиграл нокаутом в 3 раунде Сивифе Нцико (1-1-0), бой проходил в лимите минимального веса. В первый год своей карьеры Гидеон выступал в трех весовых категориях.

### 2007 год
19 января в городе Карлтонвилле (провинция Гаутенг, ЮАР) выиграл единогласным решением судей непобежденного Тото Твани (4-0-0), бой проходил в минимальном весе. 9 марта в Мбомбела (провинция Мпумаланга, ЮАР) выиграл единогласным решением судей Пуле Нхлапо (6-5-0), бой проходил в лимите первого наилегчайшего веса. 25 августа в Ист-Лондон (Восточно-Капская провинция, ЮАР) выиграл единогласным решением судей самого грозного противника в своей карьере Тхобани Мбангени (10-2-0), бой проходил в лимите минимального веса.

### 2008 год
30 мая в городе Хамманскраал (провинция Гаутенг, ЮАР) выиграл титул чемпиона ЮАР в минимальном весе, выиграв раздельным решением судей (117—113 113—116 113—115) Йохана Кгасаго (12-1-0). 12 сентября в городе Кестелл (Фри-Стейт, ЮАР) в первой защите титула проиграл нокаутом в 6 раунде Тшепо Лефеле (14-3-0), потерял свой титул и второе поражение в карьере.

### 2009 год
7 августа в Блумфонтейн (провинция Фри-Стрейт, ЮАР) провел реванш против Тхобани Мбангени (11-5-0) и выиграл его во второй раз, но уже нокаутом в 1 раунде.

### 2010 год
22 января в Блумфонтейн (провинция Фри-Стрейт, ЮАР) завоевал вакантный титул WBO Африка в минимальном весе, выиграв нокаутом в 4 раунде Нельсона Мцхали (7-1-0). 19 июня в Кемптон-Парке (провинция Гаутенг, ЮАР) завоевал вакантный титул IBO в минимальном весе, выиграв единогласным решением судей (117—111 117—111 117—111) филиппинца Ронелле Феррераса (10-3-1). Отказался от титула и поднялся в первый наилегчайший дивизион и 18 сентября в Кемптон-Парке (провинция Гаутенг, ЮАР) выиграл единогласным решением судей филиппинца Джулиоса Алкоса (19-7-0) на кону стоял статус обязательного претендента на титул IBO в первом наилегчайшем весе.

### 2011 год
27 января в Кемптон-Парке (провинция Гаутенг, ЮАР) вышел на бой против чемпиона мира по версии IBO в первом наилегчайшем весе непобежденного Хекки Бадлера (17-0-0) и раздельным решением судей (114—118 113—115 117—113) выиграл титул во второй весовой категории, нанеся первое поражение Бадлеру. Позже отказался от титула и 24 сентября в Мехико проиграл чемпиону мира по версии WBC нокаутом во 2 раунде мексиканцу Адриану Эрнандесу (21-1-1), проиграв в третий раз в карьере.

### 2012 год
Поднялся сразу через дивизион во второй наилегчайший вес, чтобы подраться за вакантный титул IBO. 12 ноября в Кемптон-Парке (провинция Гаутенг, ЮАР) стал чемпионом мира в третьей весовой категории, выиграв решением большинства судей (115—112 115—113 113—114) бывшего претендента на титул WBA в наилегчайшем весе (проиграл Эрнану Маркесу (30-2-0)) филиппинца Эдриана Дапудонга (29-4-0).

### 2013 год
15 июня в Кемптон-Парке (провинция Гаутенг, ЮАР) прошел реванш между Бутхелези и Дапудонгом, Гидеон проиграл нокаутом уже в 1 раунде, один из лучших нокаутов 2013 года и четвёртое поражение в карьере Гидеона.

### 2014 год
6 декабря в Виндхуке (Намибия) вышел на бой против обладателя титула WBO Африка в легчайшем весе и бывшего претендента на титул WBO (проиграл Томоки Камеда (28-0-0)) Эммануэль Найджала (19-1-1) из Намибии, Гидеон выиграл его раздельным решением судей (116—111 115—112 113—115), и тем самым завоевал региональный титул.

### 2015 год
24 июля в Ист-Лондон (Восточно-Капская провинция,ЮАР) вышел на бой против чемпиона мира по версии IBO во втором наилегчайшем весе Лвандиле Ситятха (20-3-1), Гидеон проиграл раздельным решением судей (113—115 Гидеон 115—113 117—111 Лвандиле), потерпев тем самым пятое поражение в карьере. 9 октября в Блумфонтейн (провинция Фри-Стрейт, ЮАР) выиграл единогласным решением судей Дока Нцеле (20-8-1) и тем самым завоевал вакантный титул WBA Пан Африка во втором наилегчайшем весе. 18 декабря в Ист-Лондоне (Восточно-Капская провинция, ЮАР) Гидеон завоевал вакантный титул IBO во втором наилегчайшем весе, победил единогласным решением судей (109—119 113—116 110—118) непобежденного Маказоле Тете (13-0-2), тем самым став двукратным чемпионом мира в этой весовой категории.

### 2016 год
29 апреля в Сесхего(провинция Лимпопо, ЮАР) провел первую защиту титула, выиграв единогласным решением судей (118—111 120—108 119—109) Диего Луиса Пичардо Лириано (16-7-1) из Доминиканской Республики. 16 декабря в Ист-Лондоне (Восточно-Капская провинция, ЮАР) провёл реванш против Дока Нцеле (20-8-1), выиграв его повторно единогласным решением судей.

### 2017 год
31 марта в Кемптон-Парке (провинция гаутенг, ЮАР) провел вторую защиту титула, победил единогласным решением судей (118-110 115-113 119-109) мексиканца Анжела Авилеса (12-4-1). 28 июля в Ист-Лондоне (Восточно-Капская провинция, ЮАР) выиграл единогласным решением судей (118-109 118-112 118-111) филиппинца Райана Рея Понтераса (21-11-1).

### 2018 год
28 июля в Ист-Лондоне (Восточно-Капская провинция, ЮАР) провёл четвертую защиту титула, выиграв единогласным решением судей (118-110 116-112 117-111) Лукаса Эмануэля Фернандеса Леоне (12-1-1) из Аргентины.

### 2019 год
27 июля в Ист-Лондоне (Восточно-Капская провинция, ЮАР) защитил свой титул в пятый раз, нокаутировав в 1 раунде Адриана Хименеса (13-1-2) из Мексики.